# Alfabeto pashtu

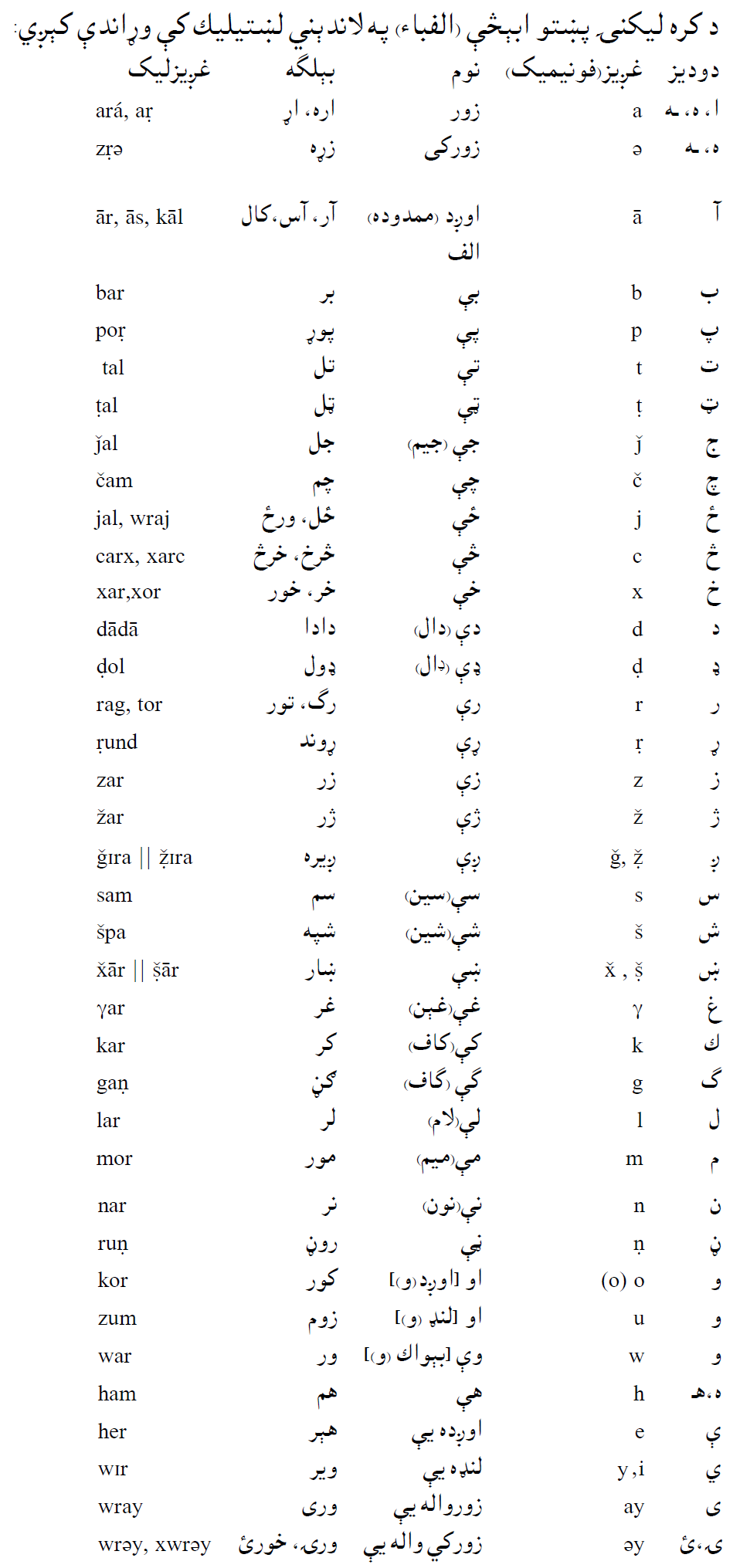
L'alfabeto pashto

L'alfabeto pashtu (in pashtu پښتو الفبې‎, pax̌to alifbe) è una forma modificata dell'alfabeto arabo con l'aggiunta di alcune lettere da adattare ai fonemi usati nel pashto che non si trovano nella lingua araba.
Nel XVII secolo crebbe un dibattito sulle linee di scrittura. Il movimento dei Roshani eterodossi scrisse la sua letteratura per lo più in uno stile persiano chiamato Nasta'liq. I seguaci di Akhund Darweza e Akhund stesso, che si vedevano come difensori della religione contro l'influenza del sincretismo, scrissero pashto nel Naskh arabizzato, che è generalmente usato nella scrittura dell'era moderna del pashto grazie alla sua più facile adattabilità alla composizione.
Anche riprodotto litograficamente il pashto è posto con la calligrafia Naskh come regola generale, sin da quando fu adottato come la norma.
L'alfabeto pashtu ha diverse lettere che non compaiono nella scrittura araba. Per esempio le lettere che rappresentano le consonanti retroflesse /ʈ /, /ɖ /, / / and /ɳ / sono scritte come le lettere arabe te, dāl, re e nun con una legatura in basso chiamata  "panḍak", "ğaṛwanday" o anche "skəṇay", che assomiglia a un piccolo cerchio: rispettivamente ړ, ډ, ټ, e ڼ.
Le lettere ښ e ږ (x̌īn/ṣ̌īn e ǵe/ẓ̌e) assomigliano a sīn (س) e re (ﺭ) con un punto sopra e sotto. Altre lettere esclusive per il Pashto sono څ e ځ, che portano rispettivamente tre punti e una hamza (ء) sopra; څ è anche usata nell'imparentata Lingua corasmia (ora estinta) per rappresentare sia /t͡s/ che /d͡z/.
Il Pashto aggiunge inoltre le lettere ی, ې, ۀ, e ۍ come vocali aggiuntive e dittonghi.

## Lettere
Sotto sono elencate le 44 lettere dell'alfabeto pashto. Sono inclusi anche i dialetti pashto meridionale, centrale e settentrionale.
| Forme contestuali | Forme contestuali | Forme contestuali | Forme contestuali | Unicode (Hex)  | Nome                   | IPA                         | Romaniz. ALA-LC           | Traslitterazione        | Alfabeto latino |
| Isolata           | Finale            | Mediana           | Iniziale          | Unicode (Hex)  | Nome                   | IPA                         | Romaniz. ALA-LC           | Traslitterazione        | Alfabeto latino |
| ----------------- | ----------------- | ----------------- | ----------------- | -------------- | ---------------------- | --------------------------- | ------------------------- | ----------------------- | --------------- |
| آ                 | ـﺎ                | ـ                 | ـ                 | U+0627, U+0622 | alif                   | [ɑ], [ʔ]                    | ā, ʾ                      | ā, ʾ                    | Ā ā, nothing    |
| ب                 | ـﺐ                | ـﺒـ               | بـ                | U+0628         | be                     | [b]                         | b                         | b                       | B b             |
| پ                 | ـﭗ                | ـﭙـ               | پـ                | U+067E         | pe                     | [p]                         | p                         | p                       | P p             |
| ت                 | ـﺖ                | ـﺘـ               | تـ                | U+062A         | te                     | [t̪]                         | t                         | t                       | T t             |
| ټ                 | ـټ                | ـټـ               | ټـ                | U+067C         | ṭe                     | [ʈ]                         | ṭ                         | ṭ (o tt)                | Ṭ ṭ             |
| ث                 | ـﺚ                | ـﺜـ               | ثـ                | U+062B         | se                     | [s]                         | s̱                         | s                       | S s             |
| ج                 | ـﺞ                | ـﺠـ               | جـ                | U+062C         | jīm                    | [d͡ʒ]                        | j                         | j (o ǰ)                 | J j             |
| چ                 | ـﭻ                | ـﭽـ               | چـ                | U+0686         | če                     | [t͡ʃ]                        | ch                        | č                       | Č č             |
| ح                 | ـﺢ                | ـﺤـ               | حـ                | U+062D         | he                     | [h] / [x]                   | ḥ                         | h                       | H h             |
| خ                 | ـﺦ                | ـﺨـ               | خـ                | U+062E         | xe                     | [x]                         | kh                        | x                       | X x             |
| څ                 | ـڅ                | ـڅـ               | څـ                | U+0685         | ce                     | [t͡s] / [s]                  | ṡ                         | ts (o c)                | C c             |
| ځ                 | ـځ                | ـځـ               | ځـ                | U+0681         | źim                    | [d͡z] / [z]                  | ż                         | dz (o j)                | Ź ź             |
| د                 | ـﺪ                | ـ                 | ـ                 | U+062F         | dāl                    | [d̪]                         | d                         | d                       | D d             |
| ډ                 | ـډ                | ـ                 | ـ                 | U+0689         | ḍāl                    | [ɖ]                         | ḍ                         | ḍ (o dd)                | Ḍ ḍ             |
| ﺫ                 | ـﺬ                | ـ                 | ـ                 | U+0630         | zāl                    | [z]                         | ẕ                         | z                       | Z z             |
| ﺭ                 | ـﺮ                | ـ                 | ـ                 | U+0631         | re                     | [r]                         | r                         | r                       | R r             |
| ړ                 | ـړ                | ـ                 | ـ                 | U+0693         | ṛe                     | [ɺ̢] (, ɭ̆), [ɻ]             | ṛ                         | ṛ (o rr)                | Ṛ ṛ             |
| ﺯ                 | ـﺰ                | ـ                 | ـ                 | U+0623         | ze                     | [z]                         | z                         | z                       | Z z             |
| ژ                 | ـﮋ                | ـ                 | ـ                 | U+0698         | že                     | [ʒ] / [d͡z]                  | zh                        | ž                       | Ž ž             |
| ږ                 | ـږ                | ـ                 | ـ                 | U+0696         | ǵe (C, N) / ẓ̌e (S)     | [ʐ] (S) / [ʝ] (C) / [ɡ] (N) | ẓh (S) / g'h (C) / g (N)  | ẓ̌ (S) / γ̌/ǵ (C) / g (N) | Ǵ ǵ (or Ẓ̌ ẓ̌)    |
| س                 | ـﺲ                | ـﺴـ               | سـ                | U+0633         | sīn                    | [s]                         | s                         | s                       | S s             |
| ش                 | ـﺶ                | ـﺸـ               | شـ                | U+0634         | šīn                    | [ʃ]                         | sh                        | š                       | Š š             |
| ښ                 | ـښ                | ـښـ               | ښـ                | U+069A         | x̌īn (C, N) / ṣ̌īn (S)   | [ʂ] (S) / [ç] (C) / [x] (N) | ṣh (S) / k'h (C) / kh (N) | ṣ̌ (S) / x̌ (C) / x (N)   | X̌ x̌ (o Ṣ̌ ṣ̌)     |
| ص                 | ـﺺ                | ـﺼـ               | صـ                | U+0635         | swād                   | [s]                         | ṣ                         | s                       | S s             |
| ض                 | ـﺾ                | ـﻀـ               | ضـ                | U+0636         | dwād / zwād            | [z], [d̪]                    | z̤                         | z, d                    | Z z, D d        |
| ط                 | ـﻂ                | ـﻄـ               | طـ                | U+0637         | twe                    | [t̪]                         | ṭ                         | t                       | T t             |
| ظ                 | ـﻆ                | ـﻈـ               | ظـ                | U+0638         | zwe                    | [z]                         | ẓ                         | z                       | Z z             |
| ع                 | ـﻊ                | ـﻌـ               | عـ                | U+0639         | ayn                    | [ʔ]                         | ʻ                         | ʻ                       | nothing         |
| غ                 | ـﻎ                | ـﻐـ               | غـ                | U+063A         | ğayn                   | [ɣ]                         | gh                        | gh (o γ)                | Ğ ğ             |
| ف                 | ـﻒ                | ـﻔـ               | فـ                | U+0641         | fe                     | [f] / [p]                   | f                         | f                       | F f             |
| ق                 | ـﻖ                | ـﻘـ               | قـ                | U+0642         | qāf                    | [q] / [k]                   | q                         | q                       | Q q             |
| ک                 | ـک                | ـکـ               | کـ                | U+06A9         | kāf                    | [k]                         | k                         | k                       | K k             |
| ګ                 | ـګ                |                   | ګـ                | U+06AB         | gāf                    | [ɡ]                         | g                         | g                       | G g             |
| ل                 | ـﻞ                | ـﻠـ               | لـ                | U+0644         | lām                    | [l]                         | l                         | l                       | L l             |
| م                 | ـﻢ                | ـﻤـ               | مـ                | U+0645         | mīm                    | [m]                         | m                         | m                       | M m             |
| ن                 | ـﻦ                | ـﻨـ               | نـ                | U+0646         | nūn                    | [n]                         | n                         | n                       | N n             |
| ڼ                 | ـڼ                | ـڼـ               | ڼـ                | U+06BC         | nūṇ                    | [ɳ]                         | ṇ                         | ṇ (o nn)                | Ṇ ṇ             |
| و                 | ـﻮ                | ـ                 | ـ                 | U+0648         | wāw                    | [w], [u], [o]               | w, ū, o                   | w, ū, o                 | W w, Ū ū, O o   |
| ه                 | ـﻪ                | ـﻬـ               | هـ                | U+0647         | gərda he round hē      | [h]/[ʔ], [a], [ə]           | h, a, ə                   | h, a, ə                 | H h, A a, Ə ə   |
| ي                 | ـﻲ                | ـﻴـ               | يـ                | U+064A         | klaka ye hard yē       | [j], [i]                    | y, ī                      | y, ī                    | Y y, Ī ī        |
| ې                 | ـﯥ                | ـﯧـ               | ېـ                | U+06D0         | pasta ye soft yē       | [e]                         | e                         | ē                       | E e             |
| ی                 | ـی                | ـ                 | ـ                 | U+06CC         | nārīna ye masculine yē | [ai], [j]                   | ay, y                     | ay, y                   | Ay ay, Y y      |
| ۍ                 | ـۍ                | ـ                 | ـ                 | U+06CD         | x̌əźīna ye feminine yē  | [əi]                        | ạy                        | əi                      | Əi əi           |
| ئ                 | ـئ                | ـئـ               | ئـ                | U+0626         | fāiliya ye verbal yē   | [əi], [j]                   | ạy, y                     | əi, y                   | Əi əi, Y y      |